# Frank Wess
Frank Wellington Wess (4. januar 1922 i Kansas City - 30. oktober 2013) var en amerikansk saxofonist og fløjtenist. Wess var nok bedst kendt fra Count Basies orkester (1953-1964). Han spillede med Clark Terrys big band fra 1967 og op i 1970´erne. Wess har også spillet med Kenny Barron, Benny Carter, Rufus Reid og Louis Bellson etc. Han har lavet en del plader med egne grupper.